# Monte Bibele
Il monte Bibele è un massiccio montuoso del medio Appennino bolognese che fa da spartiacque tra i bacini del torrente Idice a est e del torrente Zena  a ovest. La sua vetta massima raggiunge i 617 metri sul livello del mare ed è situata nel territorio del comune di Monterenzio (BO).

## Origine del nome
Il toponimo Bibele deriva verosimilmente dal verbo latino bibo che significa bere; questa montagna, infatti, è nota in documenti medievali col nome di monte Bibulo,  ed era fino agli anni Settanta del secolo scorso molto prolifica di sorgenti perenni di acqua dolce e sulfurea  che sgorgavano ai suoi piedi.

## Geografia
Costituito da arenarie e marne epiliguridi neogeniche del Gruppo del Bismantova, è formato da numerosi rilievi e pianori, talvolta circondati da ripide pendici. Le tre cime principali sono monte Bibele (617 m.s.l.m.), che dà il nome a tutto il massiccio, monte Tamburino (575 m.s.l.m.) e monte Savino (550 m.s.l.m.), il cui fianco orientale è detto Pianella di Monte Savino.
Il monte Bibele è anche noto perché dà il nome a una galleria ferroviaria dell'alta velocità del tratto Bologna-Firenze, sebbene essa non fori la montagna in pieno, ma sia situata poco più a sinistra, nella valle dello Zena.

## L'area archeologico-naturalistica
Il massiccio è un importante sito archeologico, con diversi insediamenti attribuibili agli Etruschi e ai Galli Boi.
L'area compresa tra il monte Bibele e il rilievo del monte Tamburino è stata interessata da una campagna archeologica ventennale, che ha dato alla luce i resti di un abitato popolato da genti etrusche e celtiche, quelli di una necropoli dove sono state scoperte 170 tombe funzionalmente collegate all'abitato, ed una stirpe votiva, un deposito di ceramiche e 170 statuine in bronzo.
I ritrovamenti hanno permesso di determinare che l'area sia stata abitata da popolazioni etrusche e celtiche lungo il periodo che va dal V al II secolo a.C., quando il villaggio, con ogni probabilità, fu distrutto dai romani nella loro azione di conquista dell'Italia settentrionale.

## Il Museo archeologico Luigi Fantini di Monterenzio
Il Museo archeologico Luigi Fantini conserva i reperti trovati negli scavi archeologici sul Monte Bibele.